# Neo-indiskt
Den här artikeln använder algebraisk schacknotation för att beskriva schackdragen.
Neo-indiskt är en halvsluten schacköppning som börjar med dragen. 1.d4 Sf6 2.c4 e6 3.Lg5.